# Z Draconis
Z Draconis (Z Dra) es una estrella variable en la constelación de Draco, el dragón.
De magnitud aparente media +10,97 en banda B, su variabilidad fue descubierta en 1903 por W. Ceraski.
Se encuentra, de acuerdo a la nueva reducción del paralaje medido por el satélite Hipparcos —4,31 ± 1,28 milisegundos de arco—, aproximadamente a 755 años luz del sistema solar. 
Z Draconis es una estrella binaria en donde ambas componentes están muy próximas entre sí, constituyendo una «binaria semidesprendida»; ello implica que una de las estrellas llena su lóbulo de Roche, transfiriendo masa estelar a su compañera o a un disco de acreción.
El tipo espectral conjunto es A5V, que corresponde a una estrella de la secuencia principal blanca semejante a Sheratan (β Arietis).
La componente principal posee una temperatura efectiva de 8678 K y una luminosidad 12,5 veces mayor que la luminosidad solar.
Su radio es 1,56 veces más grande que el del Sol y tiene una masa de 1,40 masas solares.
Por su parte, la estrella acompañante, más fría, tiene una temperatura de 4573 K.
Un 4% menos luminosa que el Sol, tiene el mismo tamaño que su compañera pero su masa apenas supone el 38% de la masa solar.
La edad de este sistema es de 17 ± 4 millones de años.
Z Draconis es una binaria eclipsante —semejante a Algol (β Persei) o a ζ Phoenicis— cuyo brillo disminuye 3,30 magnitudes durante el eclipse principal y 0,20 magnitudes durante el eclipse secundario.
El período orbital es de 1,3575 días y tiende a aumentar con el tiempo.